# Approssimazione di Born-Oppenheimer
L'approssimazione di Born-Oppenheimer, nota anche come approssimazione adiabatica, è una tecnica, dovuta ai fisici Max Born e Robert Oppenheimer, usata in chimica quantistica e nella fisica della materia condensata al fine di disaccoppiare i moti dei nuclei e degli elettroni, ovvero per separare le variabili corrispondenti al moto nucleare e le coordinate elettroniche nella equazione di Schrödinger associata alla Hamiltoniana molecolare, basandosi sul fatto che le tipiche velocità elettroniche sono molto maggiori di quelle nucleari.

## Descrizione

### Derivazione euristica dell'approssimazione
Poiché le masse dei nuclei atomici sono molto maggiori di quelle degli elettroni orbitanti (un nucleone pesa circa 2000 volte più di un elettrone) e poiché elettroni e nuclei sono sottoposti alla stessa forza, gli elettroni hanno velocità molto maggiori di quelle dei nuclei.
Per avere un'idea degli ordini di grandezza coinvolti, notiamo che la velocità tipica di un elettrone all'interno di un atomo è circa {\displaystyle 10^{6}\mathrm {ms^{-1}} } (velocità di Fermi) mentre quella di un nucleo è circa {\displaystyle 10^{2}\mathrm {ms^{-1}} } (velocità del suono).
Il sistema di elettroni può quindi rispondere rapidamente a cambiamenti nella configurazione dei nuclei, rimanendo così nello stato fondamentale (per quella particolare configurazione).
Possiamo così considerare il moto degli elettroni disaccoppiato da quello dei nuclei, cosa che permette di eliminare alcuni termini dall'equazione di Schrödinger: in pratica si va oltre, risolvendo il problema quantistico solo per i sistemi di elettroni e trattando i nuclei o come fissi in un reticolo oppure con qualche grado di libertà fononico. I termini trascurati dell'Hamiltoniana completa si prendono in considerazione ad un livello successivo; in una molecola, essi sono detti coupling vibrazionale.

### Procedimento
L'approssimazione di Born-Oppenheimer consiste schematicamente di tre passi successivi:
- Si risolve dapprima l'equazione di Schrödinger solo per l'Hamiltoniana elettronica.
- Nell'Hamiltoniana completa, si sostituisce l'Hamiltoniana elettronica con i suoi autovalori, che sono adiabaticamente dipendenti dalla geometria del sistema.
- La funzione d'onda dello stato stazionario del sistema completo viene approssimata dal prodotto delle soluzioni dei problemi elettronico e nucleare discussi nei punti precedenti.

### Validità
L'approssimazione di Born Oppenheimer è valida nella maggioranza dei casi di interesse ed è una parte fondamentale e di routine nello studio di solidi e sistemi molecolari. Essa si può considerare valida quando gli stati elettronici della molecola presa in esame sono ben separati, ovvero quando non vi sono stati degeneri (o prossimi ad esserlo). È implicitamente usata nella maggior parte dei problemi di chimica computazionale.